# Gnathochorisis austrinus
Gnathochorisis austrinus är en stekelart som beskrevs av Dasch 1992. Gnathochorisis austrinus ingår i släktet Gnathochorisis och familjen brokparasitsteklar. Inga underarter finns listade i Catalogue of Life.